# آیا کیتو
آیا کیتو (木藤 亜也 زادهٔ ۱۹ ژوئیه ۱۹۶۲ – ۲۳ مه ۱۹۸۸) یک نویسنده اهل ژاپن بود که به بیماری زوال مخچه مبتلا بود. دفترچه خاطرات او در فوریه سال ۱۹۸۶ در ژاپن به چاپ رسید که بعدها در سال ۲۰۰۴ یک فیلم سینمایی و در سال ۲۰۰۵ یک سریال تلویزیونی بر اساس آن ساخته شد.

## زندگی‌نامه
آیا دو خواهر کوچکتر به نام‌های آکو و ریکا، و دو برادر کوچکتر به نام کنتارو و هیروکی داشت. در ۱۵ سالگی توانست در مدرسه هیگاشی که یکی از مدارس برتر شیزوئوکا است پذیرفته شود. با شروع علائم بیماری اش، کم‌کم در راه رفتن ناتوان شد و به دلیل مشکلات حاصل از ناتوانی اش، مجبور به ترک مدرسه هیگاشی شد و به مدرسه مخصوص افراد ناتوان رفت. در سن ۲۱ سالگی او بیشتر توانایی اش را در راه رفتن و انجام کارهای روزمره از دست داده بود و حتی در غذا خوردن دچار مشکل شده بود. مدتی بعد توانایی صحبت کردن را از دست داد و به وسیله تخته حروف الفبا با اطرافیانش ارتباط برقرار می‌کرد. او دوماه قبل از رسیدن به ۲۶ سالگی اش در ۲۳ می سال ۱۹۸۸ در ساعت ۰۰:۵۵ دقیقه از دنیا رفت.
او از سن ۱۴ سالگی شروع به نوشتن خاطراتش کرده بود. بعد از شروع بیماری اش، دفترچه خاطراتش به یادداشت هایی درباره بیماری و وضعیتش تبدیل شد که در آن هرروز وقایع زندگی خود و پیشرفت بیماری اش را توضیح می داد. دفترچه خاطرات او با نام یک لیتر اشک به چاپ رسیده است.

## چاپ خاطرات
- دفترچه خاطرات او در کتابی به نام یک لیتر اشک در فوریه سال ۱۹۸۶ در ژاپن به چاپ رسید.
- از روی خاطراتش در سال ۲۰۰۴ یک فیلم سینمایی ساخته شد.
- در سال ۲۰۰۵ یک سریال ۱۱ قسمتی به نام یک لیتر اشک ساخته شد.